# كفرحايا
كفر حايا قرية في منطقة أريحا في محافظة إدلب في سورية. تقع في جبل الزاوية.